# Chlumetia albicomma
Chlumetia albicomma là một loài bướm đêm trong họ Noctuidae.